# La Cité des brumes oubliées
La Cité des brumes oubliées (霧のむこうのふしぎな町, Kirino mukono fushigina machi, litt. « Le Mystérieux Village voilé dans la brume ») est un roman de jeunesse de Sachiko Kashiwaba écrit en 1974 et édité en 1975 par Kōdansha. Premier roman publié par l'écrivaine, il est récompensé par le prix Kōdansha des nouveaux écrivains jeunesse. L’écrivaine y narre le quotidien fantastique que va vivre une Japonaise de dix ans, durant un été.

## Personnages
- Lina Uesugi : personnage principale du roman originaire de Shizuoka au Japon. Elle est envoyée par son père chez l'aubergiste Mme Picotto. Lina paraissait timide au premier regard. Pourtant, bien vite, elle se montre dégourdie et très sociable, voire déterminée ! Elle est accompagnée d'un parapluie clown magique donné par son père qui lui avait été envoyé par une vieille connaissance il y a longtemps. C'est ce parapluie qui la guide vers la cité des brumes.
- Iccham : employé de l'auberge, il est inventeur.
- Mme Kinu : ménagère de l'auberge.
- Sandy  ; fille de Mme Kinu.
- John : cuisinier de l'auberge
- Pipity Piccoto : patronne de l'auberge. Femme autoritaire et froide mais elle finit par s'attacher à Lina. Propriétaire du parapluie clown, elle finit par rendre le parapluie à Lina vers la fin du roman afin que la petite puisse revenir l'année prochaine.
- Nata : libraire, Lina a travaillé pour elle.
- Thomas : propriétaire d'une boutique en face de bibliothèque de Nata. Il possède un perroquet : Cornichon.
- Shikka : sorcier, Lina devient son apprenti.
- L'impératrice : son fils, le prince, tombe amoureux de Lina.
- Mandy : Responsable du magasin de jouets.
- Toké : propriétaire de la confiserie.

## Écriture et édition
Sachiko Kashiwaba écrit le roman durant l'été 1974 alors qu'elle était étudiante, sous le titre Lina et la rue folle (気ちがい通りのリナ, Kichigai-dōri no Rina). Le manuscrit obtient en 1974 le prix des nouveaux écrivains jeunesse de l'éditeur Kōdansha, qui édite le roman l'année suivante sous son titre actuel,. 
Le roman est publié en France en 2021 sous le titre La Cité des brumes oubliées par les éditions Ynnis, dans une traduction de Nesrine Mezouane. Il est sélectionné pour le Grand prix de l'Imaginaire en 2022 dans la catégorie « roman jeunesse étranger ».

## Influence ultérieure
Avant de réaliser le film d'animation Le Voyage de Chihiro, Hayao Miyazaki avait envisagé d'adapter La Cité des brumes oubliées, mais son scénario initial n'avait pas été bien reçu par ses producteurs. Miyazaki fait donc évoluer son projet pour écrire un scénario original qui ne s'inspire plus que très librement du roman, et qui donnera Le Voyage de Chihiro en 2001,. Le film d'animation raconte l'histoire de Chihiro, une fillette de dix ans qui, alors qu'elle se rend en famille vers sa nouvelle maison, entre dans le monde des esprits. Après la transformation de ses parents en porcs par la sorcière Yubaba, Chihiro prend un emploi dans l'établissement de bains de la sorcière pour retrouver ses parents et regagner le monde des humains.